# The Heckling Hare
«The Heckling Hare» («Неугомонный кролик») — короткометражный мультипликационный комедийный фильм из серии «Весёлые мелодии» (англ. Merrie Melodies), выпущенный 5 июля 1941 года студией Леона Шлезингера по заказу компании Warner Bros. Режиссёр Фред Эвери, автор сценария Майкл Мальтис, мультипликатор Боб МакКимсон, композитор Карл В. Сталлинг.
Это последний мультфильм, созданный Тэксом Эвери на Warner Bros. Также именно этот фильм считается причиной его ухода со студии (см. Цензура).

## Сюжет
Фильм повествует о столкновении кролика по имени Багз Банни с охотничьим псом, известным как Уиллоуби (Willoughby the Dog). Пёс пытается поймать Багза, но при этом попадается на все уловки и во все ловушки, подготовленные кроликом. В конце фильма кролик и пёс падают с высокого обрыва, но перед самым столкновением с землёй тормозят в воздухе и тем самым спасаются от неизбежной смерти.

## Цензура
По оригинальному замыслу Тэкса Эвери Багз и Уиллоуби должны были упасть с обрыва трижды, и перед третьим падением Багз Банни произносил фразу: «Держитесь за шляпы, друзья, сейчас всё пойдёт по-новой!» По не выясненным причинам в ситуацию вмешался лично Леон Шлезингер — он перемонтировал финал картины, вырезав третье падение и реплику про шляпы.
Эвери, возмущённый таким обращением с его материалом, уволился с Warner Bros. и вскоре был принят на работу в отдел анимации MGM.
Некоторые историки мультипликации считают, что толчком к перемонтажу фильма послужил личный телефонный звонок Шлезингеру от владельца Warner Bros. Джека Уорнера. Также считается, что фраза про шляпы имеет отношение к популярному в то время неприличному анекдоту. Любопытно, что за три года до описываемых событий схожий, даже более двусмысленный при определённом прочтении гэг был допущен к показу.
Для трансляции на телевидении перемонтированная версия фильма была дополнительно порезана, в новом варианте кролик и пёс резко тормозят перед землёй и произносят: «А мы вас надули, да?» Далее следует затемнение продолжительностью 14 кадров, но на последних восьми кадрах можно видеть как план начинает двигаться вправо, а Уиллоуби поворачивает голову в камеру, словно собираясь произнести реплику — это и есть начальные кадры вырезанного падения, которое начиналось с фразы Уиллоуби: «Yeah!» В некоторых версиях ленты, дошедших до наших дней, реплика Уиллоуби звучит уже на чёрном экране.

## Разное
- Это 4-й по счету и предпоследний из созданных Эвери фильмов с участием Багза Банни. Вышедший позднее «All This and Rabbit Stew» в действительности был закончен раньше. Работу над начатыми Эвери фильмами «Crazy Cruise», «The Cagey Canary», «Aloha Hooey» закончил уже Боб Клэмпетт.
- «The Heckling Hare» является 5-м фильмом про Багза Банни и 55-м фильмом Тэкса Эвери, созданным им на Warner Bros.
- Это первый мультфильм серии «Merrie Melodies», в открывающих титрах которого на логотипе Warner Bros. лежит грызущий морковь Багз Банни.
- Мультфильм претендует на самую долгую в истории кинематографа сцену падения (она длится более 40 секунд).